# Tapirus polkensis
Tapirus polkensis is een uitgestorven tapir die tijdens het Mioceen en Plioceen in Noord-Amerika leefde.

## Fossiele vondsten
Fossielen van Tapirus polkensis zijn gevonden in de Amerikaanse staat Florida, Nebraska en Tennessee. De vondsten dateren uit het Laat-Mioceen tot vroegste Plioceen (7 tot 4,5 miljoen jaar geleden), vallend binnen de North American Land Mammal Age Hemphillian. De soort is vernoemd naar Polk County in Florida, de type locatie. Tapirus polkensis is het algemeenste zoogdier van de Gray Fossil Site in Nebraska, waar fossielen van ongeveer tachtig individuen gevonden zijn, waaronder vele aaneenliggende skeletten.

## Kenmerken
Tapirus polkensis is de kleinst bekende Amerikaanse soort uit het geslacht Tapirus met een geschat gewicht van honderdzeventien tot honderdvijfentwintig kilogram en het wordt daarom ook wel aangeduid als 'dwergtapir'.

## Verwantschap
Olsen deelde Tapirus polkensis in 1960 aan de hand van beperkt fossiel materiaal (een tand en twee gedeeltelijke onderkaken) in in een eigen geslacht, Tapiravus. Herevaluatie op basis van nieuwe vondsten leidde tot indeling bij het geslacht Tapirus als zustertaxon van de Midden-Amerikaanse tapir en het ondergeslacht Helicotapirus.